# Großkirchheim
Großkirchheim – gmina w Austrii, w kraju związkowym Karyntia, w powiecie Spittal an der Drau. Według Austriackiego Urzędu Statystycznego liczyła 1381 mieszkańców (1 stycznia 2015 roku).